# Burcewo (rejon stupiński)
Burcewo (ros. Бурцево) – wieś (dieriewnia) w Rosji, w obwodzie moskiewskim, w rejonie stupińskim. W 2010 liczyła 16 mieszkańców.